# Condylactis gigantea

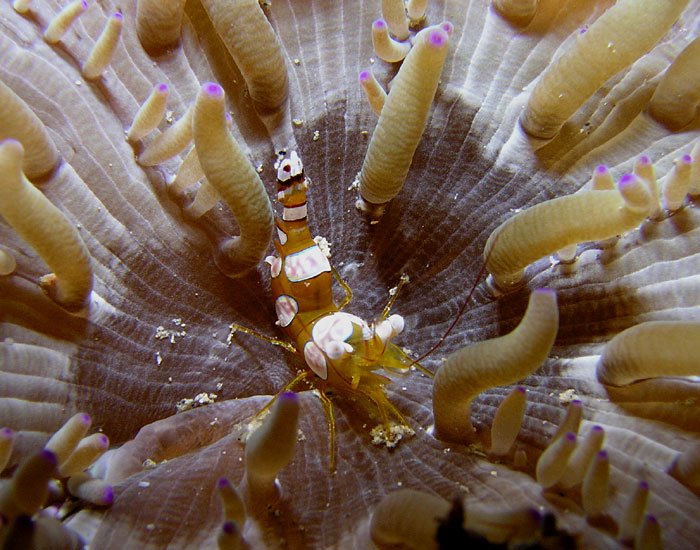
Thor amboinensis en C. gigantea

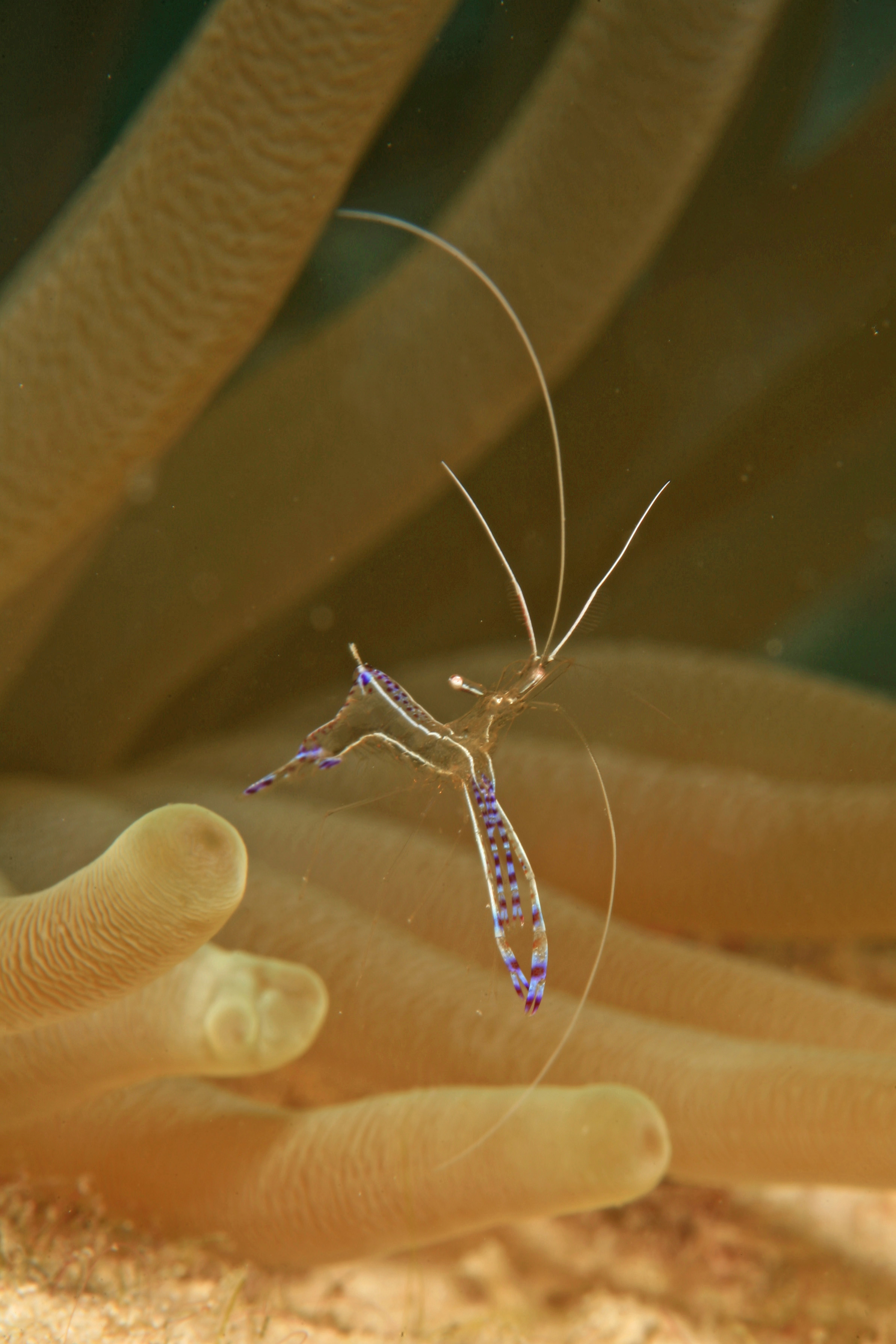
Ancylomenes pedersoni en C. gigantea

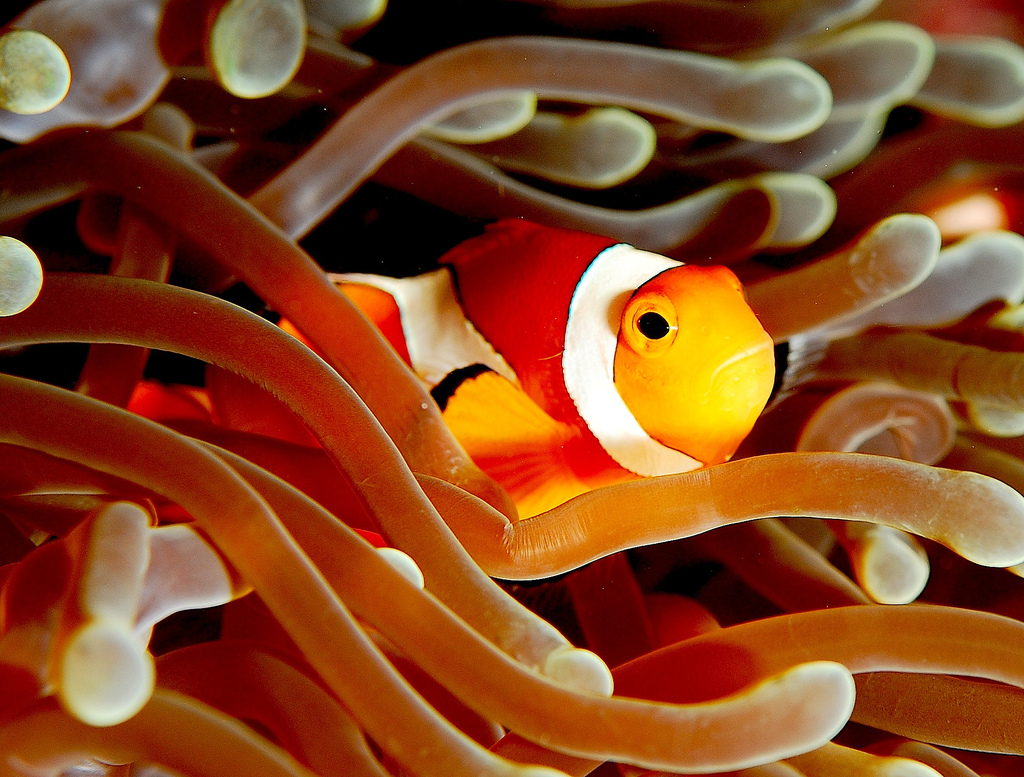
Amphiprion ocellaris en C. gigantea

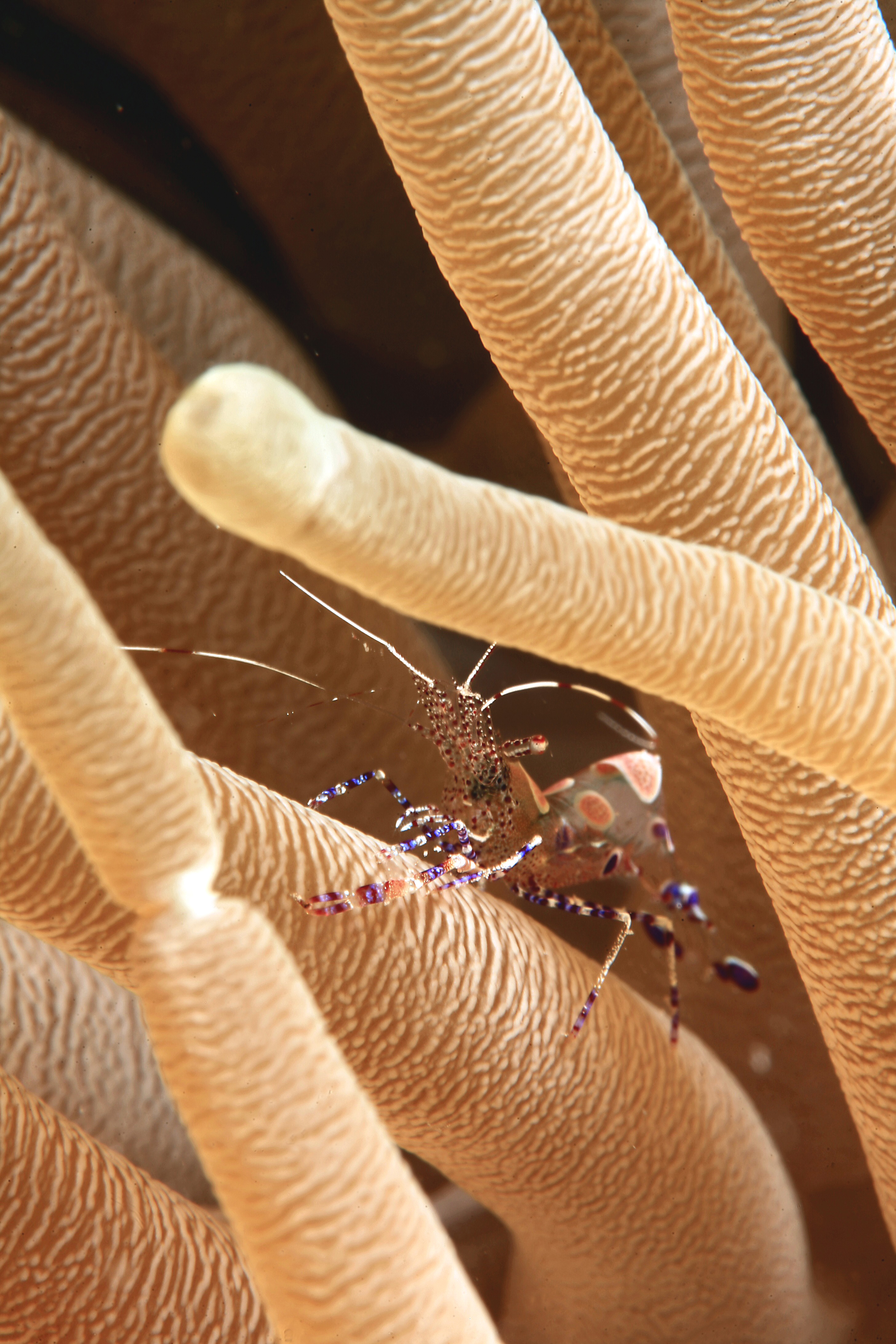
Periclimenes yucatanicus en C. gigantea

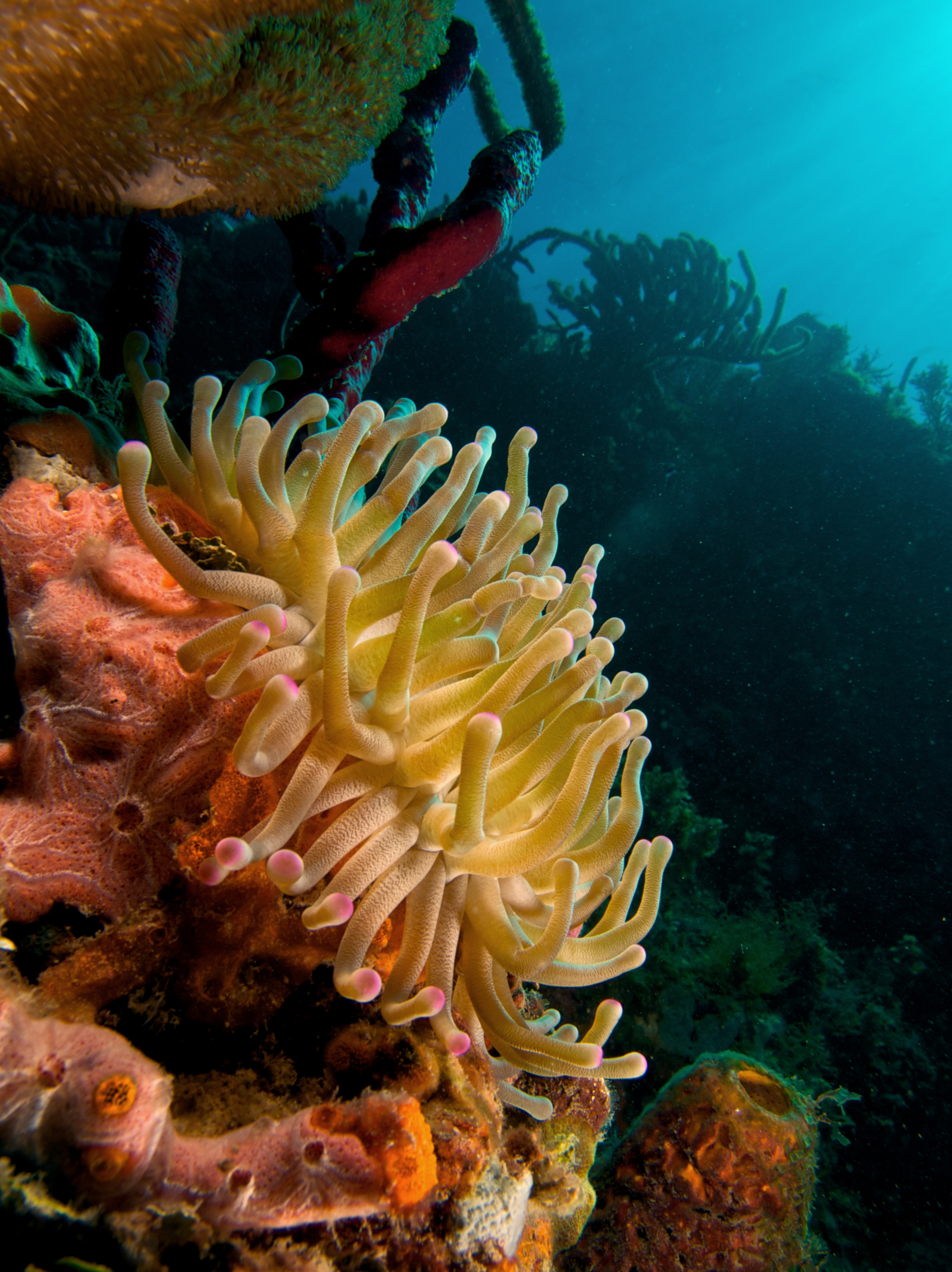

La anémona gigante del Caribe (Condylactis gigantea) es una especie de anémona de mar de la familia Actiniidae.
Es de las denominadas hospedantes, que realizan simbiosis con otros animales, en su caso con peces cardenal (género Apogon), los cuales inhiben la liberación de las células urticantes que poseen sus tentáculos estableciendo una relación de convivencia. De esta manera, los peces se protegen de sus predadores entre los tentáculos urticantes de la anémona, y esta se beneficia de la limpieza de su disco oral y tentáculos como consecuencia de los continuos movimientos de los peces. También hospedan gambas Periclimenes anthophilus, Periclimenes yucatanicus  o cangrejos Stenorhynchus seticornis.

## Morfología
Su cuerpo es cilíndrico. Su extremo basal es un disco plano que funciona como pie, el disco pedal, y su extremo apical es el disco oral, el cual tiene la boca en el centro, y alrededor 100 o más tentáculos compuestos de cnidocitos, células urticantes provistas de neurotoxinas paralizantes en respuesta al contacto. La anémona utiliza este mecanismo para evadir enemigos o permitirle ingerir presas más fácilmente hacia la cavidad gastrovascular.
Esta especie es de las que alcanza buen tamaño, pudiendo llegar al medio metro de diámetro. Su cuerpo es carnoso y sus tentáculos presentan una coloración variada, que puede ir desde el rosado o púrpura hasta el dorado, blanco, verde o melocotón. Las puntas de sus tentáculos son de un color diferente, con combinaciones de los colores citados.
Se desconoce la edad que pueden alcanzar, aunque se reportan datos de ejemplares en cautividad que han superado los 80 años.

## Hábitat
Interior de arrecife, generalmente en aguas someras. En superficies rocosas y en lagunas. En profundidades de 0 a 30 m. Se encuentra sola o en pequeños grupos.
Habitan en el océano Atlántico occidental, desde Brasil a las Bermudas y en el mar Caribe.

## Alimentación
Como la mayoría de las anémonas marinas posee algas simbiontes, llamadas zooxantelas.  Las algas realizan la fotosíntesis produciendo oxígeno y azúcares, que son aprovechados por las anémonas, y se alimentan de los catabolitos de la anémona (especialmente fósforo y nitrógeno). No obstante, las anémonas se alimentan tanto de los productos que generan estas algas, entre un 75 y un 90 %, como de las presas de zooplancton o peces, que capturan con sus tentáculos.

## Reproducción
Como casi todas las anémonas, se puede reproducir tanto asexualmente,  partiéndose por la mitad de su boca y generando un clon, como sexualmente, produciendo una larva plánula que, una vez en el fondo marino, desarrolla un disco pedal y crece hasta conformar una nueva anémona.

## Mantenimiento
Hay que tener precaución de no ubicarla en acuarios con peces pequeños, pues serán sus presas. Se recomienda acuarios con roca viva y con, al menos, un año de maduración. Mantener el agua libre de amonio y fosfatos, nitratos por debajo de 20 ppm, y añadir yodo y elementos traza. Necesita luz intensa y corriente de moderada a fuerte.
Alimentar dos veces por semana con mysis, artemia, pescado, mejillón, etc.
Cambios de agua semanales del 5 % del volumen.

## Galería

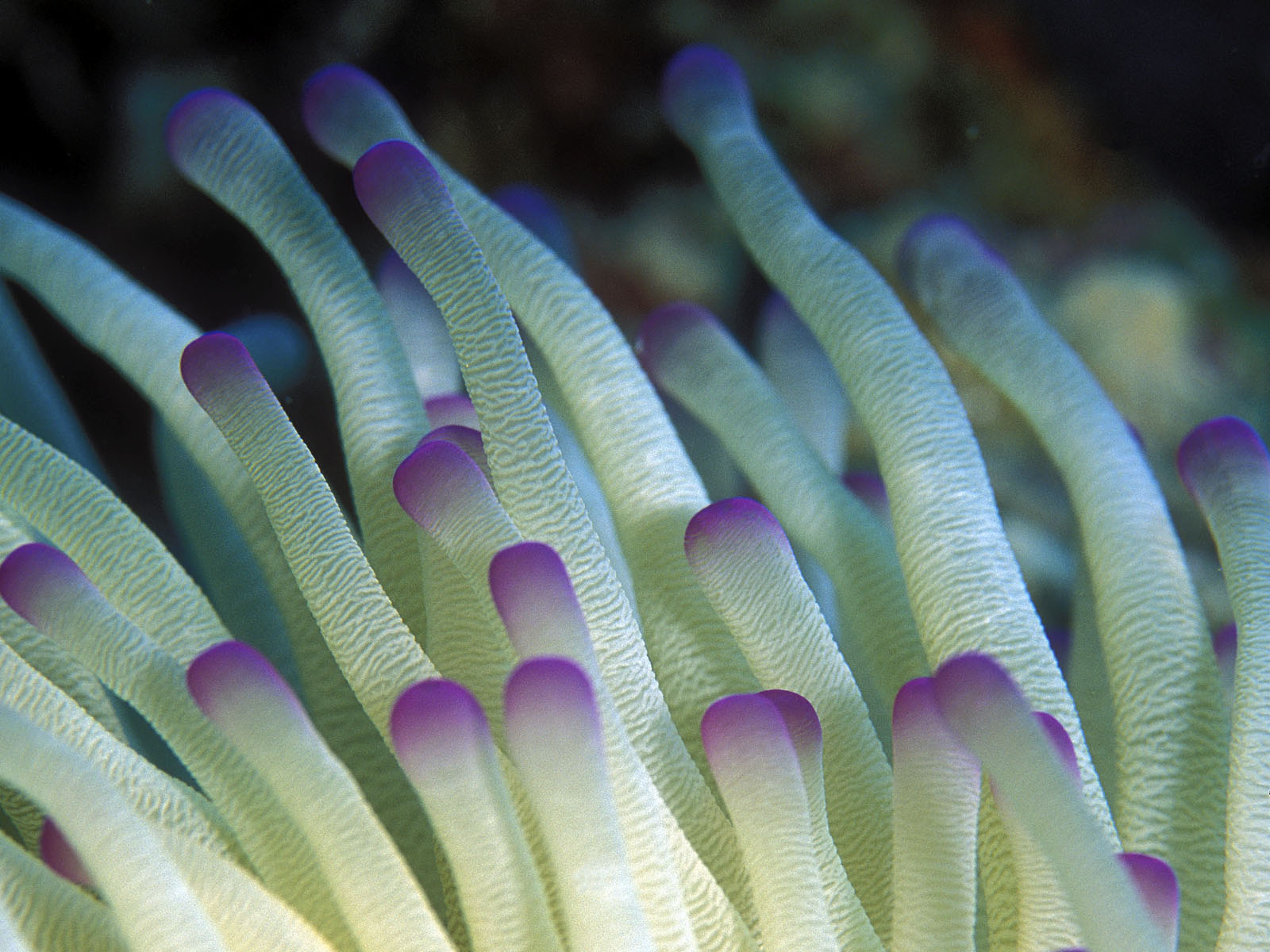
Tentáculos de la Condylactis gigantea
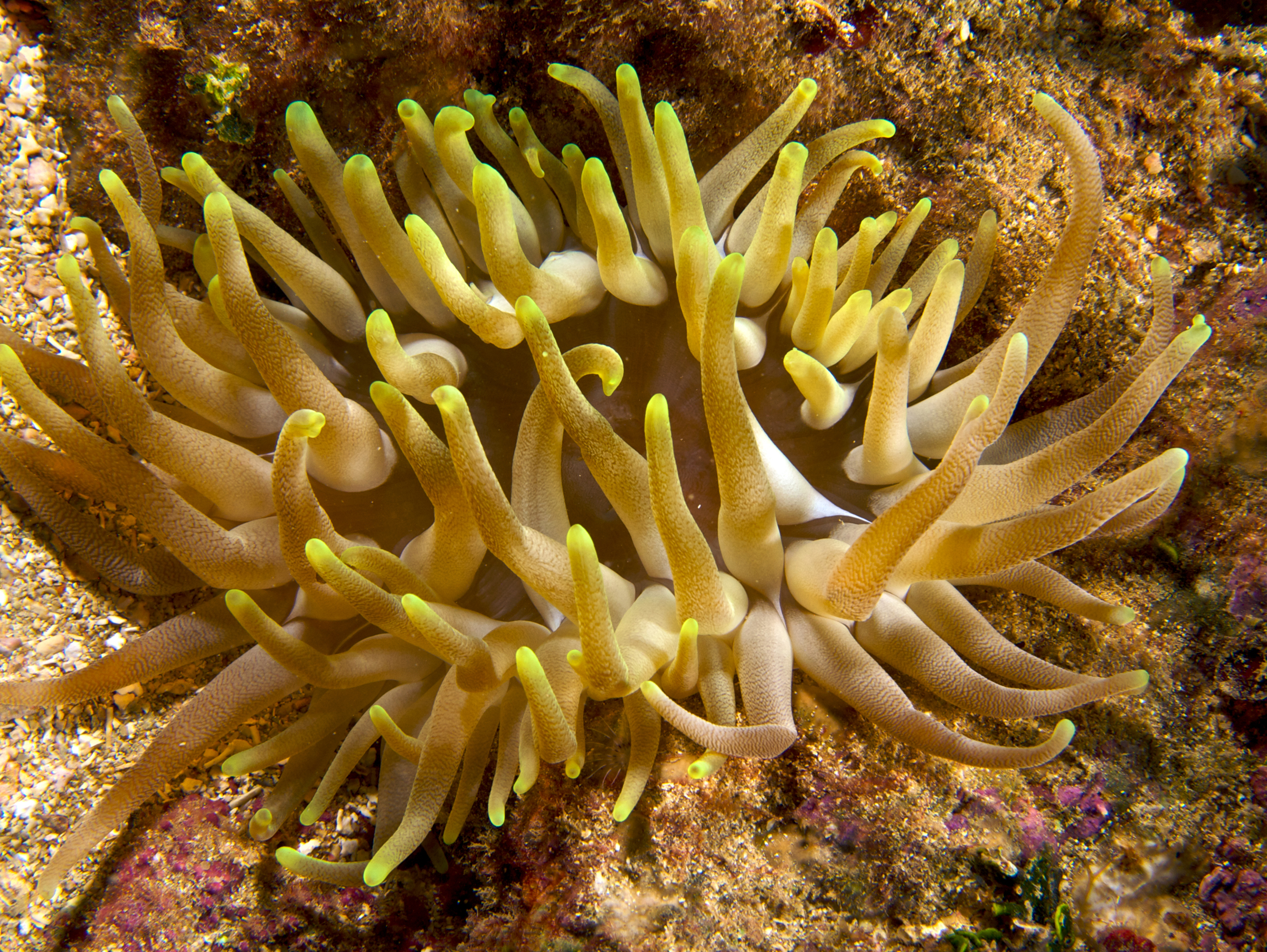
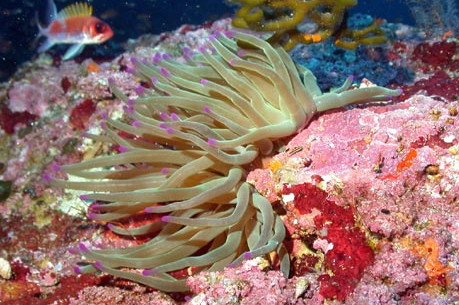
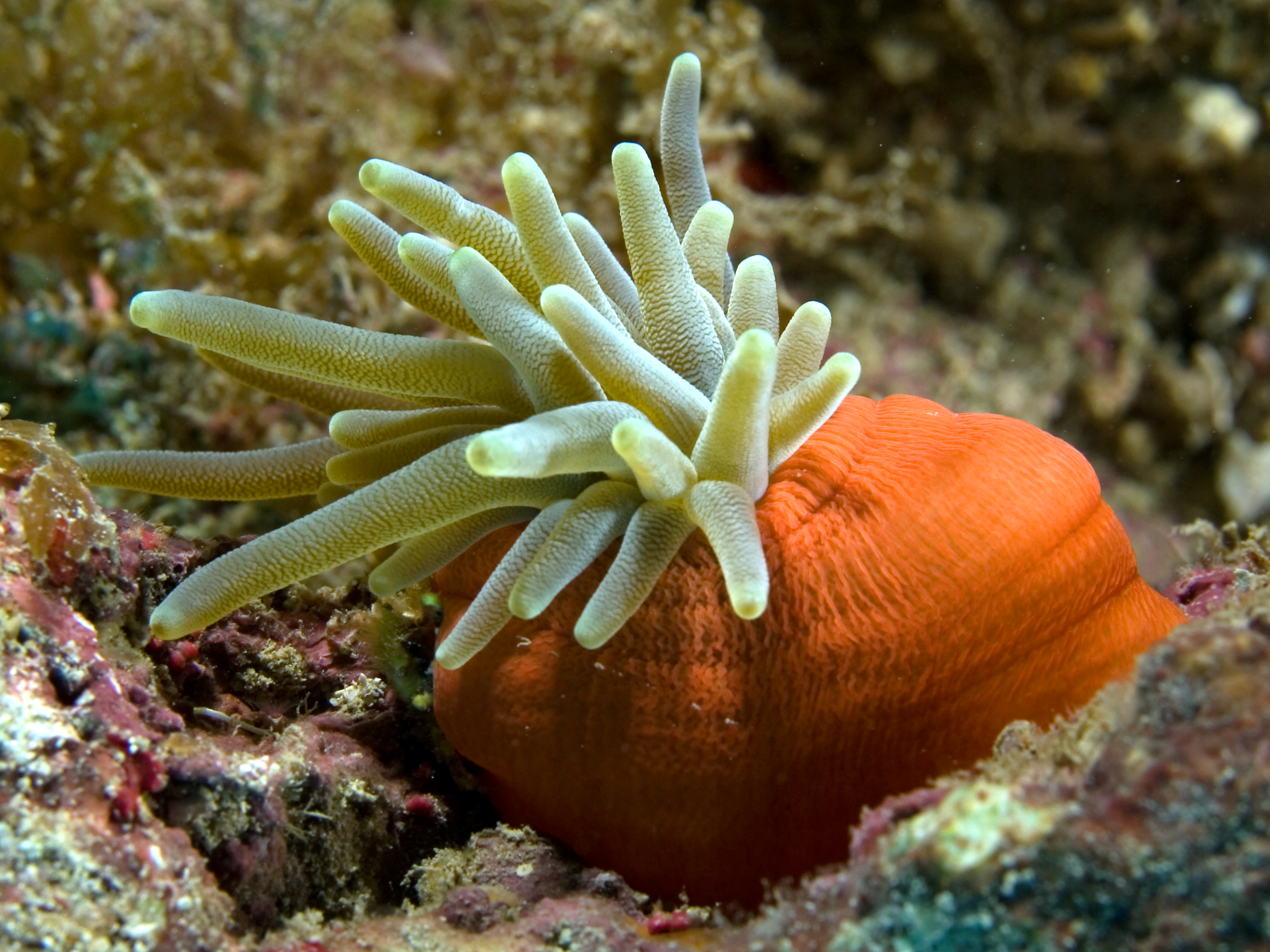